# Clyde Kluckhohn
Clyde Kay Mayben Kluckhohn, né le 11 janvier 1905 à Le Mars (Iowa), décédé le 28 juillet 1960 près de Santa Fe (Nouveau-Mexique), est un anthropologue américain.  
C'est un spécialiste des Navajos.

## Publications
- To the Foot of the Rainbow, a 1920s equestrian exploration through the Old Southwest. 1927.
- Beyond the Rainbow, 1933.
- Theoretical basis for an empirical method of studying the acquisition of culture by individuals. Man 39:98-103. 1939.
- Review of Sun chief ; The autobiography of a Hopi indian, édité par Leo W. Simmons. American Anthropologist 45:267-270. 1943.
- Mirror for Man, New York: Fawcett. 1949.
- Navajo means People, édité par Clyde Kluckhohn, Leonard McCombe, et Evon Z. Vogt. Cambridge, MA : Harvard University Press. 1951.
- "Values and value-orientations in the theory of action : An exploration in definition and classification" édité par T. Parsons & E. Shils, Toward a general theory of action. Cambridge, MA: Harvard University Press.
- Culture: A Critical Review of Concepts and Definitions. Kroeber, Alfred et Kluckhohn, Clyde. 1952.
- Personality in Nature, Society, and Culture. Henry A. Murray et Clyde Kluckhohn. 1953.
- Anthropology and the Classics, Brown University Press. 1961.
- Culture and Behavior: Collected Essays, Free Press of Glencoe. 1962.